# Chema Madoz
Chema Madoz, nome artístico de José Maria Rodríguez Madoz (Madrid, 1958), é um fotógrafo espanhol, um dos mais importantes expositores da fotografia atual de seu país,[carece de fontes?] com projeção internacional.
Graduou-se em fotografia pelo Centro de Essência da Imagem da Universidade Complutense de Madrid, realizando sua primeira individual em 1985.

## Estilo
Sua carreira iniciou-se com a fotografia da figura humana, passando a partir de 1990, para objetos do cotidiano, em que imprimiu sua marca.
Mais do que apenas fotografar objetos, ele lhes dá novo sentido e utilização mudando sua função e contexto. O artista cria novas metáforas, paradoxos e até humor em suas fotos, transformando o comum em incomum.
O estilo simples e claro de sua fotografia, sempre em preto-e-branco ou sépia, destaca ainda mais este deslocamento que modifica a forma como que o espectador encara estes objetos, corriqueiros se analisados separadamente, mas que ganham uma nova dimensão na forma em que estão aplicados.

## Prêmios
Chema Madoz recebeu diversas premiações, como o Prêmio Kodak España de 1991, o Overseas Photographer, Higasikawa Photofestival de 2000, no Japão e o Prêmio Nacional de Fotografia do Ministério de Cultura da Espanha, também em 2000.
Suas obras constam em livros, revistas, galerias e museus da Espanha e de outros países, como França, Estados Unidos e Japão.